# Paarlo
Paarlo (Limburgs: Paalder, Duits: Pahrlo) is een gehucht in Midden-Limburg dat van oudsher hoort bij Sint Odiliënberg. Paarlo behoort tegenwoordig, met Sint Odiliënberg en vijf andere dorpen en enkele gehuchten, tot de in januari 2007 gevormde nieuwe gemeente Roerdalen. Het gehucht is gelegen in de uiterwaarden van de Roer.
In de 13e eeuw bestond het goed Pardelare, dat in bezit was van het geslacht Van Karken. De familie Van Vlodrop maakte van Paarlo een leengoed. Nog vóór 1515 werd Paarlo opgesplitst in Groot Paarlo en Klein Paarlo. Waarschijnlijk stond er op Groot Paarlo al in de 13e eeuw een adellijk huis; eind 19e eeuw zou de laatste bebouwing verdwijnen. Op Klein Paarlo is vóór 1625 een huis gebouwd, dat tot de Tweede Wereldoorlog heeft bestaan; alleen de bijgebouwen zijn bewaard gebleven.

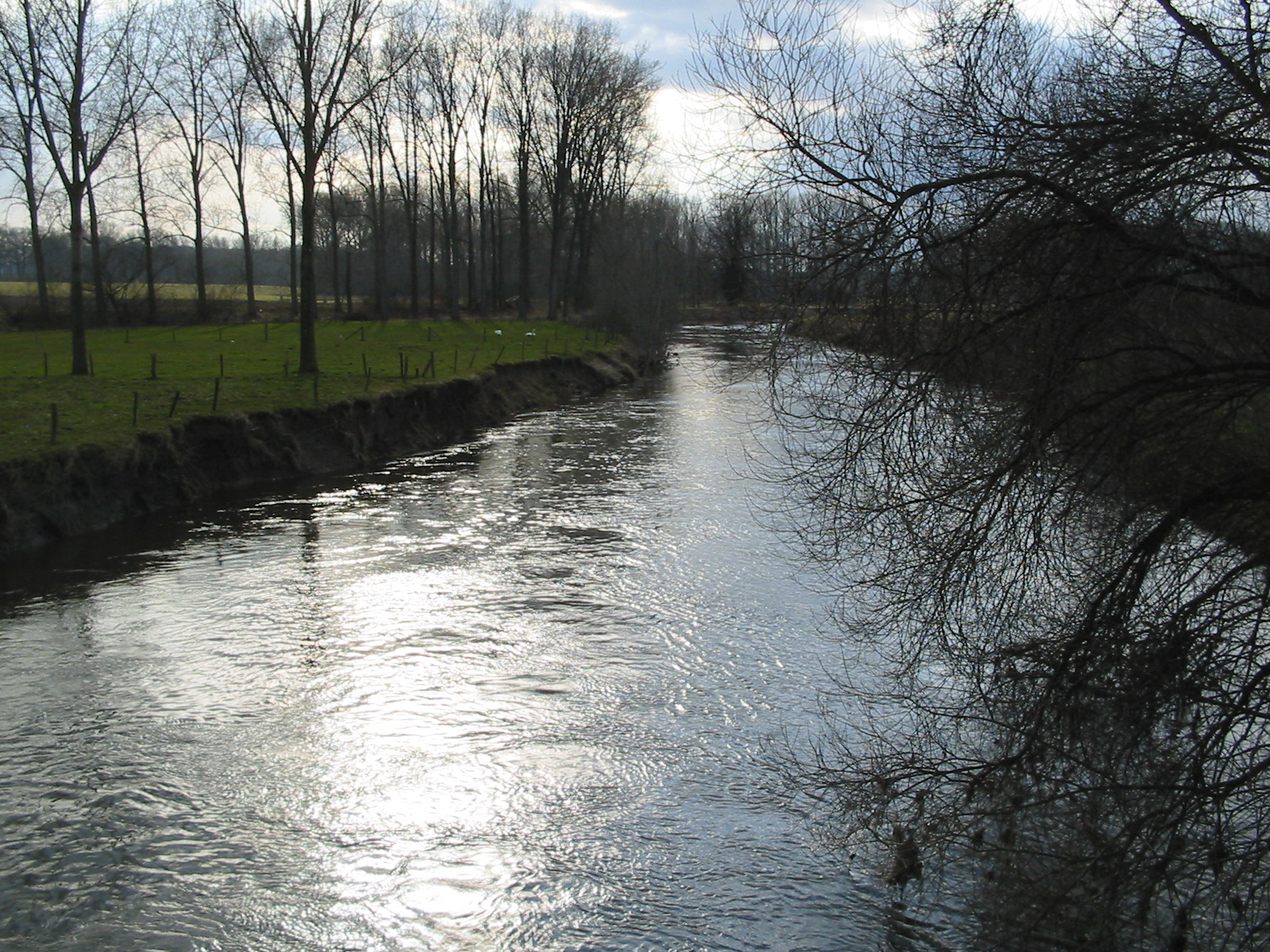
De Roer bij de fietsbrug

Etsberg · Herkenbosch · Lerop · Melick · Montfort · Paarlo · Posterholt · Reutje · Sint Odiliënberg · Vlodrop · Vlodrop-Station · Zittard

Voormalige gemeente: Ambt Montfort

Limburg: Steden en dorpen      Nederland: Provincies · Gemeenten